# Theropithecus oswaldi
Theropithecus oswaldi es una especie extinta de primate de la familia Cercopithecidae.

## Distribución y época
Es pariente cercano del gelada actual (Theropithecus gelada), y del babuino gigante , fue descubierto en África del Sur, Argelia, Etiopía, Kenia, Marruecos y Tanzania. Data del Plioceno hasta la mitad del Pleistoceno.
Se han encontrado también fósiles de esta especie en la Cueva Victoria de Cartagena (España) en la sierra minera de Cartagena-La Unión, excavada por el paleontólogo Josep Gibert i Clols.

## Taxonomía
Esta especie está descrita por los primeros fósiles de 1916 por el paleontólogo británico Charles William Andrews (1866-1924) bajo la denominación binomial de Simopithecus oswaldi

### Publicación original
- (en inglés) Andrews, 1916 : « Note on a new baboon (Simopithecus oswaldi, gen. et sp. nov.) from the Pliocene of British East Africa ». The Annals and Magazine of Natural History, Including Zoology, Botany, and Geology, vol. 18, p. 410-419 (consultado el 31 de octubre de 2013 ).